# Simone Lenzi
Simone Lenzi (Livorno, 22 giugno 1968) è un cantautore, scrittore e traduttore italiano, frontman del gruppo toscano Virginiana Miller.
Dal 18 giugno 2019 al 10 ottobre 2024 è stato Assessore alla Cultura nel comune di Livorno.

## Biografia
Dopo la mancata laurea in filosofia nel 1990 inizia a scrivere e cantare per i Virginiana Miller.
Ha tradotto il primo libro degli Epigrammi di Marziale insieme a Simone Marchesi nel 2008. Nel 2009 traduce Un'America di Robert Pinsky.
Il 13 marzo 2012 pubblica il suo primo romanzo, intitolato La generazione. Da questo libro è stato tratto il soggetto per il film Tutti i santi giorni di Paolo Virzì, uscito nello stesso anno. Lenzi ha lavorato nel film anche come cosceneggiatore. La canzone omonima dei Virginiana Miller presente nel film è vincitrice del David di Donatello come "miglior canzone originale" nel 2013.
Dal 2013 collabora con Il Tirreno.
Il 2 maggio 2013 pubblica il libro Sul Lungomai di Livorno (Laterza editore).
Nel corso del Festival di Sanremo 2014, la cantante Antonella Ruggiero porta in gara il brano Quando balliamo, scritto da Lenzi con la stessa Ruggiero e con Roberto Colombo.
Nel 2016 il suo romanzo Mali minori vince la 60ª edizione del Premio Ceppo Pistoia.

## Controversie
Dopo aver polemizzato su X contro Luciano Canfora, Mario Natangelo e Il Fatto Quotidiano, il 10 ottobre 2024 il sindaco di Livorno Luca Salvetti richiede le sue dimissioni da assessore alla Cultura in seguito a dei tweet considerati transfobici.

## Discografia

### Con i Virginiana Miller
- 1997 - Gelaterie sconsacrate - (Baracca&burattini / Sony)
- 1999 - Italiamobile - (Baracca&burattini / Sony)
- 2003 - La verità sul tennis - (Sciopero Records / Mescal / Sony)
- 2006 - Fuochi fatui d'artificio - (Radio Fandango / Edel)
- 2010 - Il primo lunedì del mondo - (Zahr Altrove / Edel)
- 2013 - Venga il regno - (Ala bianca / Warner music)

## Opere Letterarie
- La generazione, 2012[1]
- Sul Lungomai di Livorno, 2013[10]
- Mali minori, 2013
- In esilio, 2018